# Aquatic Palace
L'Aquatic Palace è un complesso infrastrutturale per le attività natatorie con sede a Baku che ha ospitato I Giochi europei, Giochi della solidarietà islamica 2017 e il XV Festival olimpico estivo della gioventù europea.